# Daniel Haas
Daniel Haas (1 d'agost de 1983, Erlenbach am Main, Baviera, Alemanya Occidental) és un exfutbolista professional alemany que jugava com a porter. Posteriorment, fa d'entrenador de porters